# Pedro Zamudio Almazán
El coronel Pedro Zamudio Almazán fue un militar mexicano que participó en la Revolución Mexicana: nació en el Rancho El Pachón, municipalidad de la entonces llamada villa de Morelos, sus padres fueron el señor Silverio Zamudio y la señora Andrea Almazán. 
Durante su juventud se dedicó a las labores del campo, teniendo ciertas propiedades las cuales le permitían vivir con ciertos privilegios. El 31 de junio de 1891 a la edad de 24 años, contrae matrimonio con la señorita María del Refugio Gutiérrez Saldierna, hija del señor Modesto Gutiérrez y de la señora María Filomena Saldierna Gámez, vecinos del rancho Santillana, municipalidad de Antiguo Morelos; esta familia era originaria de Santa Bárbara, Tamaulipas. 
En 1895 a la edad de 22 años fallece su joven esposa; el matrimonio no tuvo descendencia. El 3 de septiembre de 1896, joven y viudo, don Pedro contrae segundas nupcias con la señorita María Isabel Ávila Salazar, hija de los señores, Andrés Ávila y Toribia Salazar.
En 1913 ingresa a la revolución constitucionalista bajo las órdenes del entonces coronel Manuel Cristo Larraga, sirviendo en su Estado Mayor, con el grado de Mayor. La brigada Larraga operó en la parte sur de Tamaulipas y en la parte norte de San Luis Potosí. Pedro Zamudio participó en la toma de Tampico en el mes de mayo de 1914. 
A finales de 1914 al estallar la guerra civil entre los ejércitos triunfadores de Villa y Carranza, Manuel C. Larraga y sus hombres permanecieron leales a la primera jefatura. En febrero de 1915 combaten contra una columna villistas al mando del general Manuel Chao, en los límites de Antiguo Morelos y Quintero. 
El mayor Zamudio combatió en el afamado sitio de Ébano, sirviendo todavía en las fuerzas del ya general Manuel C. Larraga. Este sitio terminó el 31 de mayo de 1915 con el triunfo a las fuerzas carrancistas comandadas por el general Jacinto Blas Treviño. Del 7 de noviembre al 3 de diciembre de 1917 fue jefe de la plaza de Guerrero,-Tamuín- S.L.P. 
Según cuenta don Rutiló Camacho Arias en el libro Testimonios de La Revolución Mexicana en Tamaulipas, Pedro Zamudio fue Presidente Municipal en 1919, de Tamuín,S.L.P. en cuya administración él se desempeñó como tesorero y secretario del ayuntamiento, lamentablemente no menciona el nombre del municipio.
En 1921 regresó al municipio ya con el grado de coronel. En 1922 fue elegido Presidente Municipal, cargo que desempeñó un año. Don Pedro Zamudio ostenta el récord de más periodos municipales como primera autoridad de Antiguo Morelos; 1922, 1925, 1928 y 1937-1938.
El coronel no tuvo descendencia directa, pero junto a su esposa doña Isabel Ávila, criaron a los niños; Josefina, Lorenzo y María Isabel Ramírez Alonso, un hijo de doña Josefina; Graciano Cruz Ramírez, me comento que don Pedro fue dueño del rancho “El Pachoncito”.
En 1931 fue jefe de la Policía Rural en este municipio, lamentablemente por esas fechas vuelve a quedar viudo. El coronel Zamudio tenía su residencia en el solar donde actualmente vive Gonzalo Castillo, según cuentan los que lo conocieron, en El Pachón no había más autoridad que él.
Según cuenta la gente del lugar, don Pedro tenía a su disposición a varios soldados destacados en ese rancho, mismos que eran pagados por la Secretaria de Guerra y Marina. El general Manuel C. Larraga íntimo amigo suyo, lo visitaba constantemente y en más de una ocasión protegió de sus enemigos a su antiguo jefe, dándole asilo en su casa.
El 15 de enero de 1947 se funda el ejido Praxedis Guerrero, en lo que anteriormente había sido el rancho El Pachón, con medieros de don Pedro Zamudio.
Los últimos años de su vida los paso en compañía de su última esposa la señora Trinidad Espriella, teniendo como residencia el rancho Santa Cruz. Don Pedro Zamudio fallece el 31 de octubre de 1949 a la edad de 82 años, sus restos reposan en el panteón municipal de esta villa.
Durante el sexenio de Manuel Cavazos Lerma, gobernador de Tamaulipas de 1993 a 1998, el general de brigada Isidro Guillen Zamudio, sobrino nieto del coronel, fungió como Secretario de Seguridad Pública en el Estado.